# Janie Jones
Marion Mitchell, meglio conosciuta come Janie Jones (Seaham, 1941), è una cantante britannica che gestiva una casa chiusa a Londra nel corso del 1970, ed è stata incarcerata per il suo coinvolgimento nello scandalo bustarelle BBC Radio One 'sex for airplay'. Ha raggiunto la notorietà nell'agosto 1964, quando si è presentata alla première del film London in the Raw, in topless.

## Carriera musicale
Janie Jones è stata una cantante pop nel 1960, il cui maggior successo è stato Witches Brew, che si è piazzato al numero 46 nelle classifiche inglesi.

## Reclusione
La cantante è stata condannata a sette anni di reclusione nel 1973 per il suo coinvolgimento in un giro di prostituzione e nello scandalo di corruzione nella "Radio One".
Mentre era in carcere, incontrò e fece amicizia con l'assassina Mori Myra Hindley, che difendette in numerose apparizioni televisive insistendo sul fatto che Hindley era una donna pentita e che avrebbe dovuto essere rilasciata. Tuttavia Jones ha sviluppato un profondo odio per Hindley nel 1996, quando Hindley finalmente confessò i suoi crimini. Nel 1993 scrisse un'autobiografia dal titolo The Devil and Miss Jones: The Twisted Mind of Myra Hindley.

## The Clash
Alla Jones è dedicata una canzone della band inglese The Clash dal titolo Janie Jones, che è uscita nel 1977 con l'album di debutto omonimo. Nel 2006, la band Babyshambles ha inciso una cover della canzone. La Jones è apparsa nel video musicale per la versione dei Babyshambles, nei panni di un'autista in giro per Londra insieme a Mick Jones.
Nel 1982, la Jones, sostenuta da membri di The Clash ed il Blockheads e accreditata come Janie Jones & the Lash, registrò il singolo La casa della Regina Ju-Ju, prodotto da Joe Strummer e pubblicato l'anno seguente. Nel dicembre 1983 la rivista britannica di musica NME ha riferito che la Jones era sul "sentiero della rimonta".